# Boladé Apithy
Boladé Apithy (Dijon, 21 de agosto de 1985) é um esgrimista francês.

## Carreira
Ao contrário do seu irmão Yémi Apithy que representa o Benim, e com quem treina em Dijon, Boladé Apithy optou por competir pela França. Depois de medalhas de prata e bronze em competições por equipes nos Campeonatos Europeus de 2008 e 2009, ele ganhou uma medalha de bronze individual no Campeonato Europeu de Esgrima de 2010, realizado em Leipzig. Ele venceu a etapa da Copa do Mundo 2023-2024 em Argel, em novembro de 2023.
Nos Jogos Olímpicos de Verão de 2024, em Paris, conquistou a medalha de bronze na disputa de sabre por equipes ao lado de Sébastien Patrice, Maxime Pianfetti e Jean-Philippe Patrice.